# Kab Distribution
Pour les articles homonymes, voir Kab.
Kab Distribution, anciennement Kaboose, est une société canadienne spécialisée dans le média Internet, basée à Toronto, Ontario.

## Historique
Créée à l'origine en 1999 sous le nom Kaboose elle développe un porto-folio de site à destination de la famille.
Le 2 avril 2009, le portefolio de site est racheté pour 18,4 millions de $US par The Walt Disney Company qui l'associe à sa division Walt Disney Internet Group. Le reste des actifs de la société se rebaptise Kab Distribution.